# Changfa (socken i Kina, Guangxi, lat 24,62, long 105,28)
Changfa (kinesiska: 长发乡, 长发) är en socken i Kina. Den ligger i den autonoma regionen Guangxi, i den södra delen av landet, omkring 370 kilometer nordväst om regionhuvudstaden Nanning.
Genomsnittlig årsnederbörd är 1 390 millimeter. Den regnigaste månaden är juni, med i genomsnitt 336 mm nederbörd, och den torraste är februari, med 15 mm nederbörd.